# Норвежский романтический национализм

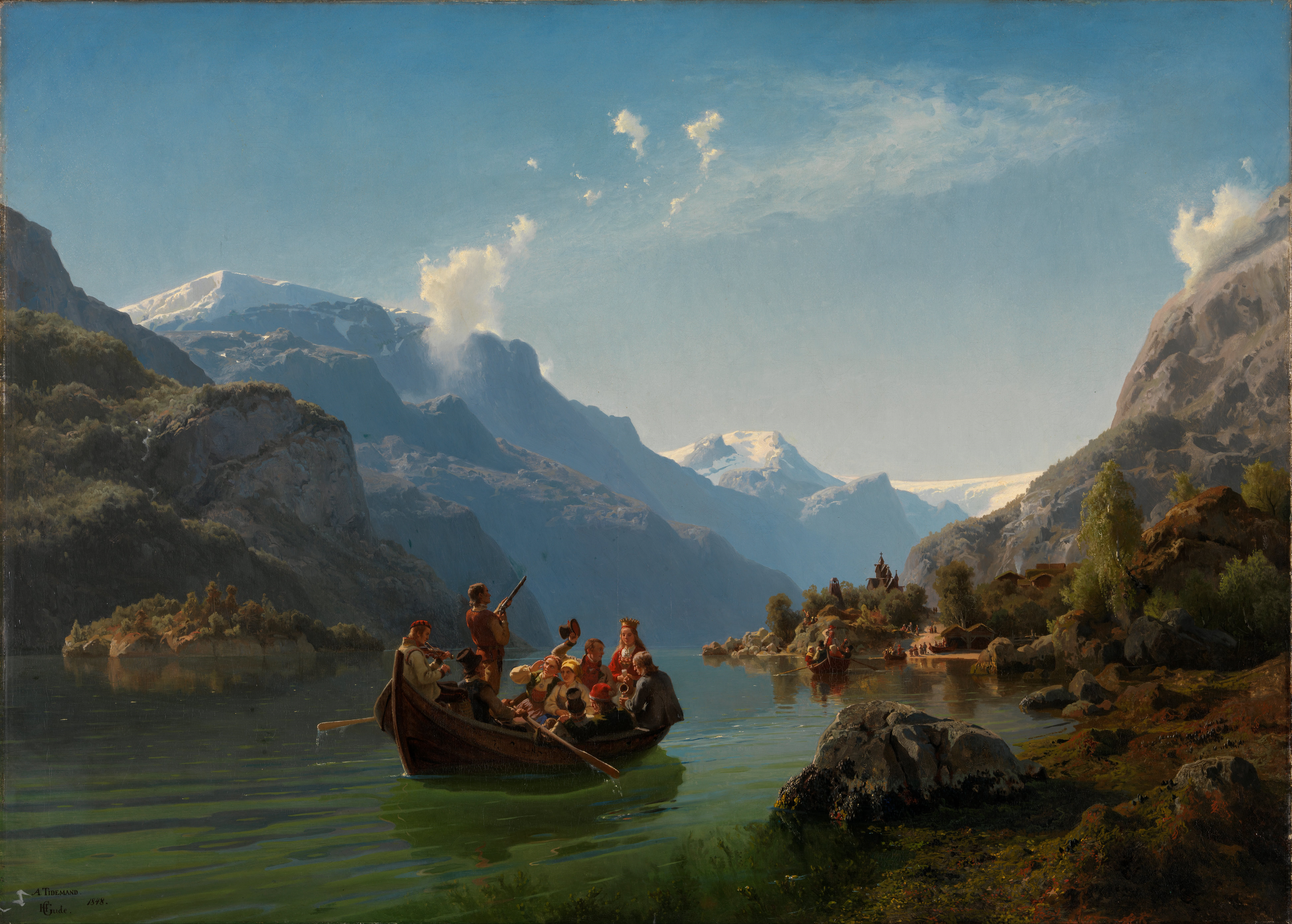
Свадебное шествие на Хардангер-фьорде (Brudeferd i Hardanger), монументальное произведение норвежского романтического национализма. Художники: Ганс Гуде и Адольф Тидеманд.

Норвежский романтический национализм (норв. Nasjonalromantikken) — движение в норвежской литературе, искусстве и массовой культуре в 1840 — 1867 годах, которое подчёркивало эстетику норвежской природы и уникальность норвежской национальной идентичности. Движение стало предметом многочисленных исследований и дискуссий в Норвегии.

## Предпосылки
После эпидемии чумы Норвегия стала зависимой от Дании, а Копенгаген стал столицей обеих стран в рамках Датско-Норвежской унии. Впоследствии это вызвало утечку мозгов талантливых людей из Норвегии в Данию. Они учились в Копенгагене и становились выдающимися интеллектуальными и культурными деятелями Дании, наиболее известным из которых стал Людвиг Хольберг. После более чем 400 лет в роли зависимой части унии, правительство союза рассматривало Норвегию как культурное захолустье. Уникальность норвежской культуры прослеживалась лишь среди фермеров и крестьян в сельских районах Норвегии. Однако, в 1814 году Норвегия обрела частичную независимость от Дании, вступив в Шведско-норвежскую унию.
Для норвежцев, вновь заявивших о своих политических устремлениях в 1814 году, вопрос об особой норвежской идентичности стал особенно щепетильным. Однако, по мере того, как городская культура распространялась и на сельские районы страны, богатое культурное наследие норвежских деревень оказалось под угрозой исчезновения. Надеясь сохранить и развить чувство норвежской идентичности, некоторые граждане решили собрать артефакты самобытной норвежской культуры.

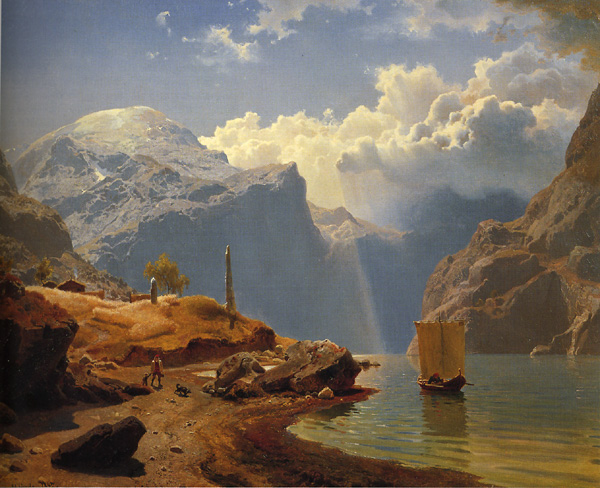
Картина периода Норвежского романтического национализма. Художник: Ганс Гуде. 1847 г.

## Ведущие деятели[3]
- Пнтер Кристен Асбьёрнсен и Йорген Му — собирали информацию о сказках и прочем устном народном творчестве норвежского народа;
- Магнус Броструп Ландстад и Олеа Крёгер — собирали информацию о народных песнях, особенно в Телемарке ;
- Людвиг Матиас Линдеман — собирал информацию о народных мелодиях, чем заложил основы особой норвежской традиции исполнения гимнов, отличных от датских и немецких псалмов, которые до тех пор оказывали наибольшее влияние на норвежскую музыку;
- Ивар Аасен — проводил анализ лексики, идиом и грамматики в Западной Норвегии и горных долин, рассчитывая, что именно там находятся первоначальные семена норвежского языка. Он соединял воедино грамматику, словарный запас и орфографию для создания самоидентичного языка Норвегии- нюнорска.

Под влияние романтического национализма, попали так же изобразительное искусство, литература и классическая музыка, которое было представлено:
- Художниками: Адольфом Тидеманом, Хансом Гуде, Юханом Далем и Августом Каппеленом;
- Писателями: Йорген Му, Петером Кристеном Асбьёрнсеном, Осмунном Улафсоно Винье, Бьёрнстьерне Бьёрнсоном и Генриком Ибсеном;
- Композиторами: Уле Буллем и Эдвардом Григом.

Эти достижения сыграли огромную роль в развитии самобытности норвежской культуры.

## Окончание эпохи норвежского романтического национализма
На закате эпохи романтического национализма, возобновились усилия по реставрации сельских построек, изделий ручной работы и предметов искусства. Артур Хазелиус, основатель Музея северных стран в Стокгольме, собрал (и, возможно, спас) большое количество экспонатов и отправил их в Швецию.
Последний король Шведско-норвежской унии Оскар II основал один из старейших музеев архитектуры под открытым небом — «Норвежский музей истории культуры», а также поддержал Кристиана Холста в его усилиях по реставрации старых зданий из сельских районах страны. Среди зданий, которые все ещё находятся в музее, наиболее заметной является Ставкирка из Гуля, перенесённая туда в начале 1880-х годов. Вскоре после этого и другие деятели предприняли усилия по спасению важных памятников традиционной норвежской архитектуры и ремесла. Андерс Сандвиг основал музей «Maihaugen» в Лиллехаммере, а Хульда Гарборг начала искать информацию и восаздовать традиционные народные норвежские костюмы — бюнад.
Эта работа все ещё продолжается, но она стала более систематической, поскольку в конце 19-го и начале 20-го века другие культурные движения заняли центральное место в Норвегии.
Романтический национализм оказал огромное влияние на норвежскую национальную идентичность. Персонаж Аскеладд из народных сказок считается неотъемлемой частью норвежского образа жизни. В День Конституции Норвегии бо́льшая часть граждан наряжается в бюнад, что ещё 100 лет назад казалось немыслимым.